# Giacomo Nacchiante
Giacomo Nacchiante (italien: Jacopo Nacchianti, latin: Naclantus), né à Florence le 15 octobre 1502 et mort à Chioggia le 6 mai 1569, était un théologien dominicain.

## Biographie
Giacomo Nacchiante fait ses études à Bologne, en compagnie notamment de Michele Ghislieri, le futur pape Pie V. Il enseigne ensuite la philosophie et la théologie pendant plusieurs années, à Rome, au collège saint Thomas de Minerva. Paul III le nomme évêque de Chioggia le 3 juin 1544.
Au concile de Trente, Nacchiante proteste contre le décret de la IVe session, signée le 8 avril 1546, qui affirme qu'on doit recevoir avec autant de piété et de révérence la Tradition de l'Église que l'Écriture Sainte, mais il finit par s'y rallier, en voyant que l'assemblée l'accepte presque à l'unanimité.

## Œuvre

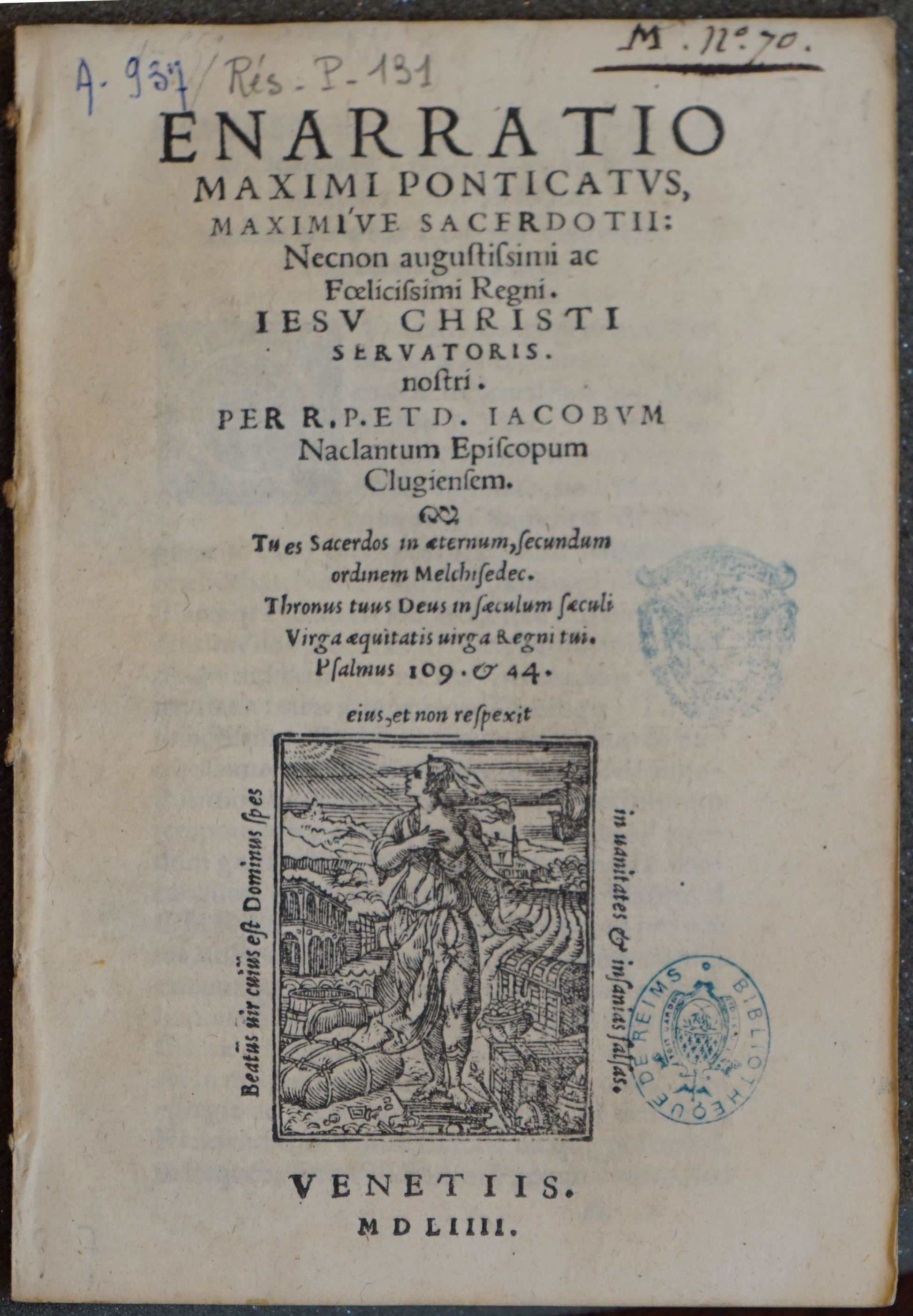
Son Enarratio maximi ponticatus...

Ses œuvres complètes ont été publiées à Venise par Pietro Fratino, en 1567 ; on y trouve entre autres des commentaires des épîtres de saint Paul.
- Congrès des lecteurs franciscains de langue française. [Texte imprimé]. Cinquième congrès. Rennes, 16-17-18 août 1936. [L. Seiller. La notion de personne selon Scot, ses principales applications en christologie. G. Fischer. Jacques Nacchianti, O. P., évêque de Chioggia (Chiozza) †1569, et sa théologie de la primauté absolue du Christ. R.-Ch. Dhont. L'action catholique et l'enseignement de nos scolasticats. R. Legaré. Les devoirs écrits et la formation de nos clercs. F. Bergounioux. De la Panthalassé à la lande bretonne.], Gembloux, impr. J. Duculot, Paris : Aux éditions franciscaines, 9, rue Marie-Rose, (S. M.).